# 皇家界沟

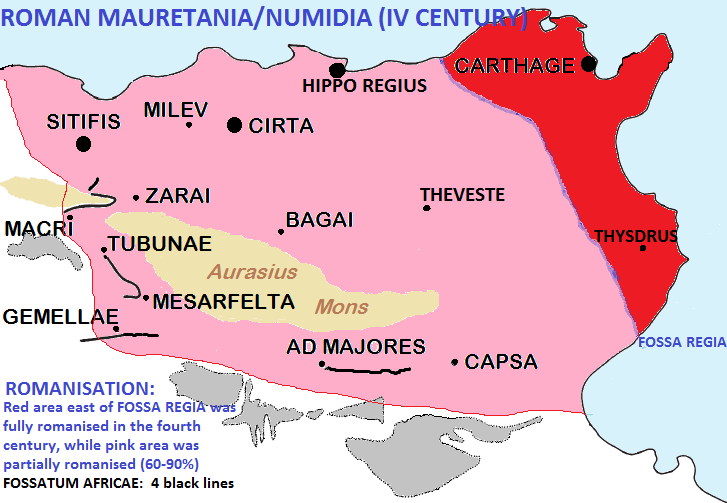
皇家界沟标志着罗马最初设立的阿非利加行省与努米底亚之间的边界。皇家界沟以东的地区被彻底拉丁化。

皇家界沟（拉丁語：Fossa Regia），又称西庇阿界沟（Fosse Scipio），是罗马阿非利加地区最早建成的非洲界墙的一部分。它用于将柏柏尔人的努米底亚王国同公元前2世纪罗马征服的迦太基领土分隔开来。
这是一条不规则的壕沟，“从北部海岸的泰拜尔盖延伸到东南海岸的泰奈”。

## 历史

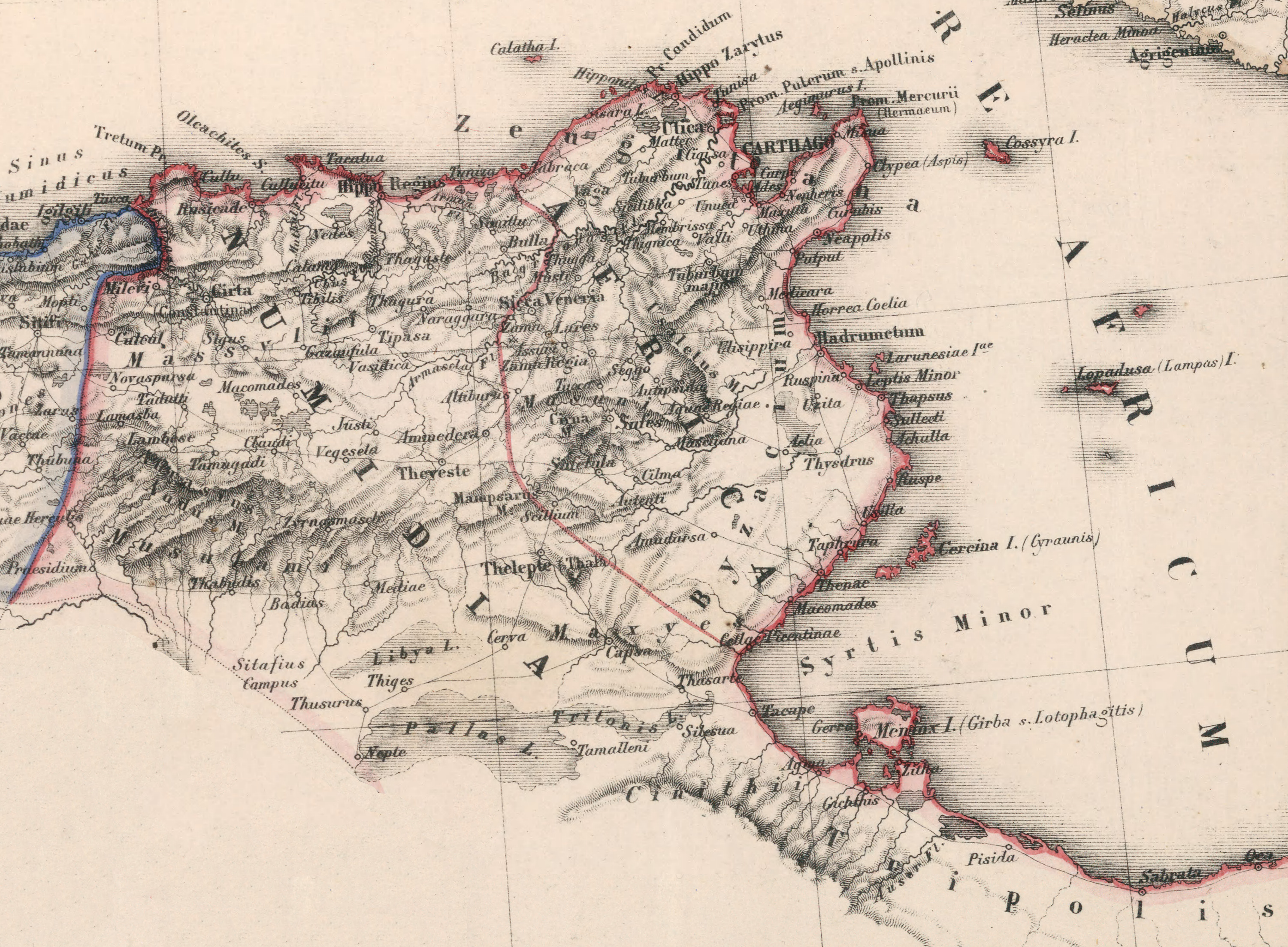
皇家界沟（粉色）大致标志着阿非利加行省与努米底亚之间的边界。

皇家界沟是在公元前146年第三次布匿战争结束、罗马最终征服迦太基之后由罗马人开掘的。其修建的主要目的是行政管理，而非军事防御。它划定了新设立的罗马阿非利加行省的边界，标志着罗马共和国与当时的盟友努米底亚之间的界线。
在公元前46年凯撒内战结束后，皇家界沟的西段成为了西侧的新阿非利加行省与东侧的旧阿非利加行省之间的分界线。即便这两个行省在公元前27年被合并为阿非利加资深执政官行省，这条壕沟仍被继续维护，直至公元74年韦斯巴芗在位时期，这一点可由发现的大量石制界标所证明。

| Ea pars quem Africam appellavimus dividitur in duas provincias, veterem ac novam, discretas fossa inter Africanum sequentem et reges Thenas usque perducta | 我们所称的“阿非利加”这一地区被一条“壕沟”分为两个行省，旧阿非利加与新阿非利加。这条壕沟横贯非洲，从泰纳斯（靠近斯法克斯）延伸至泰拜尔盖一带。 |
| —Plinius: Historia Naturalis V, 25 (AD 77) | |

在图拉真执政之后，皇家界沟以东的当地社会实现了彻底的拉丁化。根据历史学家特奥多尔·蒙森的说法，在狄奥多西时期，该地区已完全罗马化，其中三分之一的人口由意大利移民及其后裔组成，其余三分之二则是罗马化柏柏尔人——他们全都是基督徒，几乎全都说拉丁语。